# Blue Demon
Alejandro Muñoz Moreno (24 de abril de 1922 - 6 de dezembro de 2000), mais conhecido pelo seu ring name Blue Demon (Demonio Azul), foi um luchador mexicano (wrestler profissional), o qual foi considerado por muitos como um dos maiores wrestlers mexicanos da história. Ele foi conhecido por "Blue Demon" pelo seu acessório, a máscara ser azul.
Além da carreira nos ringues, o Demonio Azul também seguiu carreira nos cinemas. Moreno foi actor e produziu vários filmes entre 1964 e 1989, sobre lutas e bastidores. Morreu em 2000 após sofrer um fatal ataque cardíaco. Apesar de morrer, a máscara de Blue Demon nunca foi revelada em público, mantendo a sua identidade secreta.

## No wrestling
- Ataques
  - Octopus stretch

## Títulos e prêmios
- Empresa Mexicana de Lucha Libre
  - Mexican National Welterweight Championship (3 vezes)
  - NWA World Welterweight Championship (2 vezes)

- Wrestling Observer Newsletter
  - WON Hall of Fame (Classe de 1996)